# 穆胡島

穆胡島在爱沙尼亚的位置

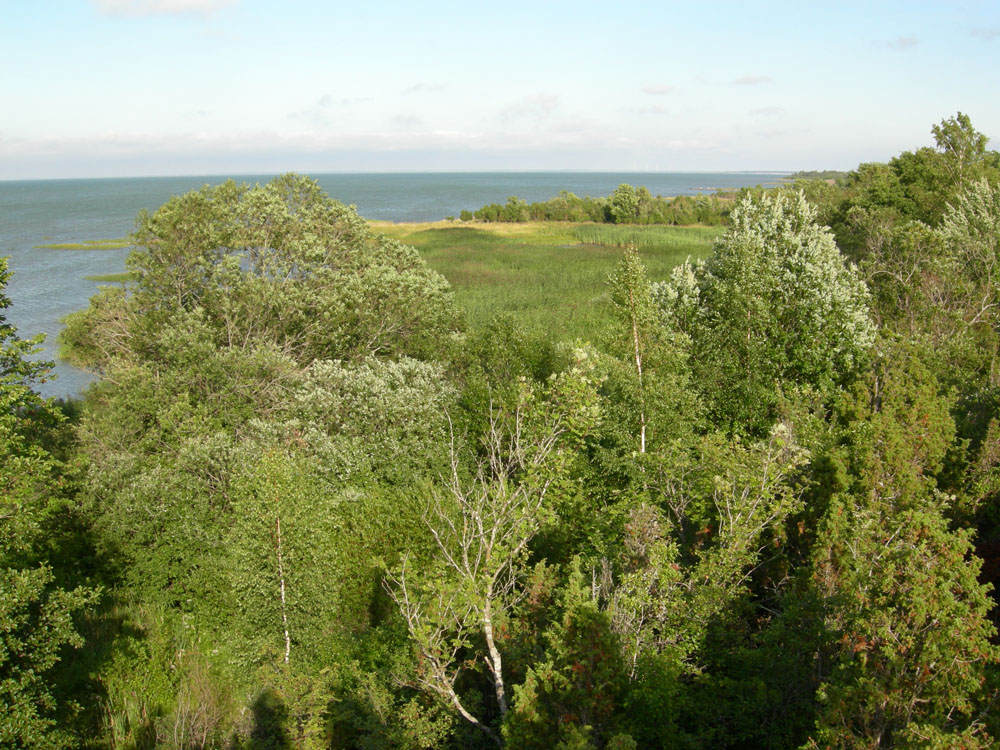
北部海岸

穆胡島是愛沙尼亞的島嶼，位於波羅的海北部，由薩雷縣負責管轄，面積198平方公里，是該國第三大島嶼，僅次於萨雷马岛和希烏馬島，2010年人口1,697。

## 外部連結
- Official website （页面存档备份，存于）
- Muhu Tourism Association （页面存档备份，存于）
- Muhu Island in Jetsetter Top10 （页面存档备份，存于）
- Photos about Muhu.

58°36′N 23°15′E / 58.600°N 23.250°E